# Afternoon Tea
Afternoon Tea és una pintura a l'oli de l'artista estatunidenc Richard E. Miller realitzada en 1910 a Giverny que es troba exposada a l'Indianapolis Museum of Art, d'Indianapolis, Indiana (Estats Units), que el va adquirir per 1.047.500 dòlars en una subhasta en 1997.
Miller va aplicar colors vius com els vermells brillants, els verds i els morats amb llicència artística, impulsat per preocupacions decoratives més que per veritat objectiva. Enquadrant les dues dones amb un para-sol japonès va crear un punt focal que unifica els colors, els patrons i les textures dispars que juxtaposava amb tanta valentia, un segell distintiu del seu particular estil d'impressionisme. El para-sol era un dispositiu que Miller utilitzaria una vegada i una altra, enamorat de la seva "forma circular, estructura nervada i dissenys de superfícies de colors". Les pinzellades destacades també són una característica clau de les obres madures de Miller.
Aquesta pintura es va produir durant la seva estada a Giverny quan Miller es trobava en una important cruïlla artística, passant de retrats acadèmics a imatges més animades de dones contemporànies. Com molts dels quadres de Miller, mostra dones en una escena assolellada, plena de flors, revelant el seu estil impressionista amb un distintiu sabor de japonisme. Ha estat descrit com una de les millors pintures de Miller, un impacte de color realitzat en la seva maduresa.
Dues versions similars d'aquesta escena van ser pintades per Frederick Carl Frieseke i Karl Buehl, que també formen part del grup Giverny, i la de Miller és la més dinàmica de les tres pintures.